# Witney
Witney är en stad och civil parish i grevskapet Oxfordshire i England. Staden är huvudort i distriktet West Oxfordshire och ligger vid floden Windrush, cirka 16 kilometer väster om Oxford. Tätorten (built-up area) hade 29 103 invånare vid folkräkningen år 2011. Witney nämndes i Domedagsboken (Domesday Book) år 1086, och kallades då Witenie.